# Sinosturio transmontanus
El esturión blanco (Sinosturio transmontanus) es una especie de pez del género Sinosturio, familia Acipenseridae. Fue descrita científicamente por Richardson en 1836.
Se distribuye por el Pacífico Oriental: bahía de Alaska hasta Monterey, California, EE. UU. También se ha registrado en Columbia, Montana, Colorado, Arizona y el norte de Baja California, México. La longitud total (TL) es de 610 centímetros con un peso máximo de 860 kilogramoss. Habita en el mar, normalmente cerca de la costa y se alimenta de quironómidos, también de pequeños crustáceos, insectos y moluscos. Puede alcanzar los 122 metros de profundidad.
Está clasificada como una especie marina inofensiva para el ser humano.